# Assassination Games - Giochi di morte
(Vincent Brazil / Jean-Claude Van Damme)
Assassination Games - Giochi di morte (Assassination Games) è un film del 2011 diretto da Ernie Barbarash, e interpretato da Jean-Claude Van Damme.

## Trama
Il film racconta di due atletici killer, Brazil e Flint, i migliori sulla piazza. Questi non si conoscono tra di loro, ma decidono di allearsi per distruggere il capo di un cartello della droga, che però ha l'appoggio della DEA.